# Siparuna cymosa
Siparuna cymosa är en tvåhjärtbladig växtart som beskrevs av Tolmatchew. Siparuna cymosa ingår i släktet Siparuna och familjen Siparunaceae. Inga underarter finns listade i Catalogue of Life.